# Дмитрий Донской (опера)
«Дмитрий Донской» (также «Куликовская битва») ― первая опера, написанная русским композитором Антоном Рубинштейном по либретто графа Владимира Соллогуба и Владимира Зотова к одноимённой драме Владислава Озерова. Первая постановка состоялась в Петербурге 18 апреля 1852 года под управлением автора. Опера не имела успеха и быстро сошла со сцены. Её критиковали в первую очередь  за отсутствие в музыке русского национального характера. Как отмечали критики, в эпоху, когда в русском искусстве утверждался реализм, Рубинштейн не до конца понимал задачи, стоявшие перед музыкальным театром, решившись использовать в опере сентиментально-романтическую трагедию Озерова. Партитура к опере, кроме увертюры, была впоследствии утрачена.

## Сюжет
Дмитрий Донской добивается руки Ксении и уводит её у своего соперника князя Тверского, одержав победу над Мамаем в Куликовской битве.

## История написания

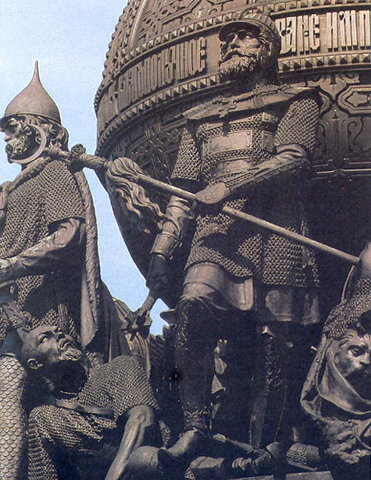
Мамай у ног Дмитрия Донского, Памятник тысячелетия России в Новгороде

Рубинштейн попросил либретто у Соллогуба, который также работал над популярной оперой Глинки «Жизнь за царя». Опера «Дмитрий Донской» посвящена патриотической тематике, а именно победе Дмитрия Донского в Куликовской битве (1380) против темника Золотой Орды, Мамая. Рубинштейн, однако, пренебрёг основной исторической концепцией ради любовной истории, довольно обычной для оперы.
Увертюра была закончена первой и была исполнена на концерте в 1852 году. Однако у Рубинштейна возникли проблемы с цензорами, которые запретили петь самому Донскому на любом этапе представления. В конце концов партитура была утверждена в 1851 году, а первый спектакль состоялся 30 апреля 1852 года в Большом театре в Петербурге. Цензоры, однако, настаивали на том, чтобы название было изменено на «Куликовская битва». Рубинштейн писал матерb: «Это не так страшно. Публика со временем узнает настоящие имена». Композитор был доволен приёмом публики, хотя и жаловался на певцов: так или иначе, он говорил, что «успех был восторженным». Вместе с этим состоялось всего четыре представления оперы. До наших дней в архивах Санкт-Петербурга сохранилась только партитура увертюры вместе с одной арией и несколькими вокальными партиями.

## Роли
| Роль            | Певческий голос | Актёрский состав во время премьеры 1852 года |
| --------------- | --------------- | -------------------------------------------- |
| Дмитрий Донской | бас             | Осип Петров                                  |
| Князь Тверской  | тенор           | Лев Леонов                                   |
| Ксения          | сопрано         | Мария Степанова                              |
| Дервиш          | тенор           | Павел Булахов                                |
| Мамай           | баритон         | Семён Гулак-Артемовский                      |